# アンドレイ・ボリソヴィチ (ミクリン公)
アンドレイ・ボリソヴィチ（ロシア語: Андрей Борисович、生没年不詳）は、ミクリン公ボリスの子である。クニャージとして最後（六代目）のミクリン公（在位：1461年 - 1485年）。ミクリン公国の廃合後はモスクワ大公国に仕えるボヤーレとなった。

## 生涯
1477年、トヴェリ大公ミハイル(ru)の命によって、モスクワ大公イヴァン3世のノヴゴロドへの遠征に、トヴェリ軍を率いて従軍した。
1485年、トヴェリ大公国がモスクワ大公国へ併合した際に、アンドレイの治めるミクリン公国もまたモスクワ大公国領となった。アンドレイは公国をイヴァン3世に譲渡し、代わりにボヤーレの地位と、ヴォチナ(ru)（世襲領）としてドミトロフを受領した。
アンドレイにはウラジーミル(ru)、ヴァシリー(ru)、イヴァンの息子がいた。彼らはモスクワ大公国に仕え、ミクリンスキー家として家名を存続させている。